# Ammophila calva
Ammophila calva är en biart som först beskrevs av Arnold 1920.  Ammophila calva ingår i släktet Ammophila och familjen grävsteklar. Inga underarter finns listade i Catalogue of Life.